# Liputan 6
Liputan 6 – program informacyjny prezentujący wiadomości o tematyce ogólnej, będący sztandarowym programem indonezyjskiej telewizji SCTV.
Pierwszy wydanie wiadomości Liputan 6 zostało wyemitowane 20 maja 1996 roku.